# 129-й истребительный авиационный полк
129-й истребительный авиационный полк — воинская часть Военно-Воздушных сил (ВВС) РККА, ВС СССР, принимавшая участие в боевых действиях Великой Отечественной войны.
Сокращённое наименование в служебных (рабочих) документах — 129 иап.
Самый результативный истребительный полк Великой Отечественной войны по количеству сбитых в воздухе самолётов противника в авиации ВВС РККА.

## Наименования полка
За весь период своего существования полк несколько раз менял своё наименование:
- 129-й истребительный авиационный полк
- 5-й гвардейский истребительный авиационный полк
- 5-й гвардейский Краснознамённый истребительный авиационный полк
- 5-й гвардейский Краснознамённый ордена Богдана Хмельницкого истребительный авиационный полк
- 5-й гвардейский Берлинский Краснознамённый ордена Богдана Хмельницкого истребительный авиационный полк
- 642-й гвардейский Братиславский Краснознамённый истребительный авиационный полк
- Войсковая часть (полевая почта) 23301

## Создание полка
129-й истребительный авиационный полк сформирован на самолётах И-153 на базе 123-го истребительного авиационного полка на аэродроме Балбасово в 15 километрах юго-западнее Орши Белорусского Особого военного округа. Сам 123-й полк сформирован 25 марта 1940 года на базе лётного состава 32-го, 33-го и 41-го истребительных авиационных полков.

Командир 129-го иап капитан Ю. М. Беркаль, услышав артиллерийскую канонаду, тут же (на свой страх и риск) объявил боевую тревогу. Уже в 4 ч 05 мин три эскадрильи были в воздухе и в завязавшемся бою заявили об уничтожении трех немецких самолётов. По одному He111 записали на свой счёт пилоты А. Соколов, А. Кузнецов, В. Николаев (однако противник эти потери не признал) {103}. Когда горючее было на исходе и советские истребители заходили на посадку, то четвёртая (резервная) эскадрилья успешно прикрыла своих товарищей. Однако к 10 ч утра в результате бомбардировок и штурмовок аэродрома Тарново сгорело 27 МиГ-3, 11 И-153 и 6 учебных машин. Оставшиеся самолёты перебазировались на аэродром Добженевка-Курьяны, а затем в Кватеры.— Д. Б. Хазанов, На направлении главного удара., «1941. Война в воздухе. Горькие уроки.» — М.: Яуза, Эксмо, 2006. — 416 с. — (Великая Отечественная: Неизвестная война). Тираж 6000 экз. isbn 5–699–17846–5.

## Преобразование полка
129-й истребительный авиационный полк «За образцовое выполнение боевых задач и проявленные при этом мужество и героизм в оборонительных сражениях под Москвой» 6 декабря 1941 года преобразован в 5-й гвардейский истребительный авиационный полк на основании Приказа НКО СССР

## В действующей армии
В составе действующей армии:
- с 22 июня 1941 года по 18 октября 1941 года, всего — 113 дней
- с 6 ноября 1941 года по 6 декабря 1941 года, всего — 30 дней

Итого — 143 дней

## Командиры полка
- майор Т. Г. Вихров, с мая 1940 года по май 1941 года
- капитан, майор Ю. М. Беркаль, с 5 июня 1941 года по сентябрь 1942 года

## В составе соединений и объединений
| Период        | Фронт (округ)                    | Армия | Корпус | Дивизия                               | Примечание |
| ------------- | -------------------------------- | ----- | ------ | ------------------------------------- | --- |
| 05.05.1940 г. | Белорусский особый военный округ |       |        | 123-й истребительный авиационный полк | Балбасово, Орша; И-153 |
| 25.05.1940 г. | Белорусский особый военный округ |       |        |                                       | Балбасово, Орша; И-153 |
| 10.02.1941 г. | Западный особый военный округ    |       |        | 9-я смешанная авиационная дивизия     | И-153, МиГ-3 |
| 22.06.1941 г. | Западный фронт                   |       |        | 9-я смешанная авиационная дивизия     | И-153, МиГ-3 |
| 22.06.1941 г. | Западный фронт                   |       |        | 9-я смешанная авиационная дивизия     | Одержана первая победа полка в воздушном бою, политрук Соколов А. М., на самолёте МиГ-3 в районе Тарново сбил Ме-109                                                                         |
| 30.06.1941 г. | Западный фронт                   |       |        | 9-я смешанная авиационная дивизия     | аэродром Орёл, 17 июля 1941 года полк полностью перевооружён на МиГ-3 |
| 08.08.1941 г. | Западный фронт                   |       |        | 47-я смешанная авиационная дивизия    | МиГ-3 |
| 20.10.1941 г. | Московский военный округ         |       |        | 1-й запасной авиационный полк         | Арзамас, ЛаГГ-3 |
| 06.11.1941 г. | Калининский фронт                |       |        |                                       | ЛаГГ-3 |
| 06.12.1941 г. | Калининский фронт                |       |        |                                       | «За образцовое выполнение боевых задач и проявленные при этом мужество и героизм в оборонительных сражениях под Москвой» полк преобразован в 5-й гвардейский истребительный авиационный полк |

## Участие в операциях и битвах
- Белорусская стратегическая оборонительная операция с 22 июня 1941 года по 9 июля 1941 года
  - Приграничное сражение в Белоруссии с 22 июня 1941 года по 25 июня 1941 года
  - Контрудар на борисовском направлении с 6 июля 1941 года по 9 июля 1941 года
  - Контрудар на лепельском направлении с 6 июля 1941 года по 10 июля 1941 года
- Битва под Москвой с 30 сентября 1941 года по 20 октября 1941 года.

## Отличившиеся воины полка
Всего за годы войны звание Герой Советского Союза присвоено 27 лётчикам, проходившим службу в полку, из них 2 лётчика — дважды и 22 в составе полка, а 5 лётчикам после перевода в другой полк.
- Зайцев Василий Александрович, подполковник, командир полка
- Попков Виталий Иванович, капитан, командир эскадрильи 5-го гвардейского истребительного авиационного полка 11-й гвардейской истребительной авиационной дивизии 2-го гвардейского штурмового авиационного корпуса 2-й Воздушной армии Указом Президиума Верховного Совета СССР от 27 июня 1945 года удостоен звания дважды Героя Советского Союза. Золотая Звезда № 7900
- Азаров Евгений Александрович, майор, командир эскадрильи 19-го истребительного авиационного полка, проходил службу в 1942 году в должности лётчика, Указом Президиума Верховного Совета СССР от 19 августа 1944 года, Золотая Звезда № 4690
- Баевский Георгий Артурович, старший лейтенант, штурман эскадрильи 5-го гвардейского истребительного авиационного полка 11-й гвардейской истребительной авиационной дивизии 1-го гвардейского смешанного авиационного корпуса 17-й Воздушной армии Указом Президиума Верховного Совета СССР 4 февраля 1944 года удостоен звания Героя Советского Союза. Золотая Звезда № 2805[3]
- Бабков Василий Петрович, подполковник командир полка, Указом Президиума Верховного Совета СССР от 23 ноября 1942 года за образцовое выполнение боевых заданий командования на фронте борьбы с немецкими захватчиками и проявленные при этом отвагу и геройство присвоено звание Героя Советского Союза со вручением ордена Ленина и медали «Золотая Звезда» (№ 767)
- Бахвалов Василий Петрович, старший политрук, военком эскадрильи 5-го гвардейского истребительного авиационного полка 11-й гвардейской истребительной авиационной дивизии Указом Президиума Верховного Совета СССР 15 января 1940 года удостоен звания Героя Советского Союза. Золотая Звезда № 199
- Глинкин Сергей Григорьевич, лейтенант, командир звена 5-го гвардейского истребительного авиационного полка 11-й гвардейской истребительной авиационной дивизии 1-го гвардейского смешанного авиационного корпуса 17-й Воздушной армии Указом Президиума Верховного Совета СССР 4 февраля 1944 года удостоен звания Героя Советского Союза. Золотая Звезда № 3216[4]
- Городничев Николай Павлович, заместитель командира эскадрильи 5-го гвардейского истребительного авиационного полка 11-й гвардейской истребительной авиационной дивизии Указом Президиума Верховного Совета СССР 5 мая 1942 года удостоен звания Героя Советского Союза. Золотая Звезда № 615
- Дмитриев Николай Павлович, командир эскадрильи 5-го гвардейского истребительного авиационного полка 11-й гвардейской истребительной авиационной дивизии Указом Президиума Верховного Совета СССР 24 августа 1943 года удостоен звания Героя Советского Союза. Золотая Звезда № 1262
- Ефремов Василий Васильевич, заместитель командира эскадрильи 5-го гвардейского истребительного авиационного полка 11-й гвардейской истребительной авиационной дивизии Указом Президиума Верховного Совета СССР 5 мая 1942 года удостоен звания Героя Советского Союза. Золотая Звезда № 568
- Игнатьев Михаил Трофимович, заместитель командира эскадрильи 5-го гвардейского истребительного авиационного полка 11-й гвардейской истребительной авиационной дивизии Указом Президиума Верховного Совета СССР 24 августа 1943 года удостоен звания Героя Советского Союза. Золотая Звезда № 1119
- Караев Александр Акимович, заместитель командира эскадрильи 5-го гвардейского истребительного авиационного полка 11-й гвардейской истребительной авиационной дивизии, будучи заместителем командира эскадрильи 176-го гвардейского иап, Указом Президиума Верховного Совета СССР 23 февраля 1945 года удостоен звания Героя Советского Союза. Золотая Звезда № 4915
- Киянченко Николай Степанович, командир эскадрильи 5-го гвардейского истребительного авиационного полка 11-й гвардейской истребительной авиационной дивизии, будучи штурманом 106-го гвардейского иап, Указом Президиума Верховного Совета СССР 27 июня 1945 года удостоен звания Героя Советского Союза. Золотая Звезда № 7649
- Ковац Пётр Семёнович, командир эскадрильи 129-го истребительного авиационного полка 47-й смешанной авиационной дивизии Указом Президиума Верховного Совета СССР 12 апреля 1942 года удостоен звания Героя Советского Союза. Посмертно.
- Кондратюк Александр Александрович, заместитель командира эскадрильи 5-го гвардейского истребительного авиационного полка 11-й гвардейской истребительной авиационной дивизии Указом Президиума Верховного Совета СССР 5 мая 1942 года удостоен звания Героя Советского Союза. Золотая Звезда № 567
- Кузнецов Иннокентий Васильевич, лётчик 129-го истребительного авиационного полка 207-й истребительной авиационной дивизии Указом Президента СССР от 22 марта 1991 года удостоен звания Героя Советского Союза. Золотая Звезда № 11642
- Лавейкин Иван Павлович, командир эскадрильи 5-го гвардейского истребительного авиационного полка 11-й гвардейской истребительной авиационной дивизии Указом Президиума Верховного Совета СССР 24 августа 1943 года удостоен звания Героя Советского Союза. Золотая Звезда № 1113
- Мастерков Александр Борисович, старший лейтенант, командир звена 5-го гвардейского истребительного авиационного полка 11-й гвардейской истребительной авиационной дивизии 2-го гвардейского штурмового авиационного корпуса 2-й Воздушной армии Указом Президиума Верховного Совета СССР от 27 июня 1945 года удостоен звания Героя Советского Союза. Посмертно
- Мещеряков Иван Иванович, командир эскадрильи 5-го гвардейского истребительного авиационного полка 11-й гвардейской истребительной авиационной дивизии Указом Президиума Верховного Совета СССР 5 мая 1942 года удостоен звания Героя Советского Союза.
- Орлов Александр Иванович, капитан, командир эскадрильи 5-го гвардейского истребительного авиационного полка 11-й гвардейской истребительной авиационной дивизии 2-го гвардейского штурмового авиационного корпуса 2-й Воздушной армии Указом Президиума Верховного Совета СССР от 27 июня 1945 года удостоен звания Героя Советского Союза. Золотая Звезда № 7654
- Онуфриенко Григорий Денисович, командир эскадрильи 129-го истребительного авиационного полка Указом Президиума Верховного Совета СССР 12 апреля 1942 года удостоен звания Героя Советского Союза. Золотая Звезда № 685
- Пчёлкин Александр Иванович, старший лейтенант, командир эскадрильи 5-го гвардейского истребительного авиационного полка 11-й гвардейской истребительной авиационной дивизии 2-го гвардейского штурмового авиационного корпуса 2-й Воздушной армии Указом Президиума Верховного Совета СССР от 27 июня 1945 года удостоен звания Героя Советского Союза. Золотая Звезда № 8631
- Песков Павел Ильич, командир звена 5-го гвардейского истребительного авиационного полка 11-й гвардейской истребительной авиационной дивизии Указом Президиума Верховного Совета СССР 5 мая 1942 года удостоен звания Героя Советского Союза. Золотая Звезда № 572
- Соколов Анатолий Михайлович, военный комиссар эскадрильи 5-го гвардейского истребительного авиационного полка Указом Президиума Верховного Совета СССР 12 апреля 1942 года удостоен звания Героя Советского Союза. Посмертно.
- Сытов Иван Никитович, заместитель командира эскадрильи 5-го гвардейского истребительного авиационного полка 11-й гвардейской истребительной авиационной дивизии Указом Президиума Верховного Совета СССР 8 сентября 1943 года удостоен звания Героя Советского Союза. Золотая Звезда № 567
- Шардаков Игорь Александрович, гвардии старший лейтенант, заместитель командира эскадрильи 5-го гвардейского истребительного авиационного полка 11-й гвардейской истребительной авиационной дивизии Указом Президиума Верховного Совета СССР 8 сентября 1943 года удостоен звания Героя Советского Союза. Золотая Звезда № 1081
- Ярёменко Евгений Михайлович, капитан, заместитель командира эскадрильи 5-го гвардейского истребительного авиационного полка 11-й гвардейской истребительной авиационной дивизии 2-го гвардейского штурмового авиационного корпуса 2-й Воздушной армии Указом Президиума Верховного Совета СССР от 27 июня 1945 года удостоен звания Героя Советского Союза. Золотая Звезда № 7661

## Статистика боевых действий
Всего за 1941 год полком:
| Уничтожено самолётов всего | Сбито самолётов в воздухе | Уничтожено самолётов на земле |
| -------------------------- | ------------------------- | ----------------------------- |
| 145                        | 129                       | 16                            |

Свои потери за 1941 год:
| Потеряно самолётов, всего | Погибло лётчиков всего |
| ------------------------- | ---------------------- |
| 120                       | 15                     |

## Самолёты на вооружении
| Период                         | Самолёты |
| ------------------------------ | -------- |
| 05.05.1940 г. — 30.06. 1941 г. | И-153    |
| 30.06.1941 г.                  | МиГ-3    |
| 20.10.1941 г.                  | ЛаГГ-3   |

## Художественные фильмы, связанные с полком
Герои полка и события, происшедшие во время войны стали прототипом и прообразом героев и событий фильма В бой идут одни старики (режиссёр: Л. Быков, производство: киностудия им. А. Довженко).
Факты из биографии лётчика полка дважды Героя Советского Союза Виталия Ивановича Попкова легли в основу фильма. Прообразы: комэск Титаренко («Маэстро») и лейтенант Александров («Кузнечик»).